# Aspergillus flavus
Aspergillus flavus Link, 1809 è un fungo patogeno appartenente alla famiglia delle Trichocomaceae. È un saprofita cosmopolita noto per le infezioni che provoca nei cereali, nelle leguminose, e nelle noci, sul campo o dopo la raccolta, causandone la marcescenza. Inoltre è in grado di produrre le aflatossine, micotossine tossiche per i mammiferi, ed è un patogeno opportunista negli esseri umani e negli animali causando l'aspergillosi negli individui immunocompromessi.

## Fisiologia
Aspergillus flavus è un fungo termotollerante che cresce e prospera nei climi caldi e umidi. Cresce a un intervallo di temperatura compreso tra i 12 °C e i 48 °C, con temperatura di crescita ottimale di 37 °C. I livelli di umidità a cui A. flavus cresce dipendono dal tipo di raccolto considerato: nei cereali amidacei la crescita si verifica a livelli di umidità del 13-13,2%, nella soia all'11,5-11,8%, e negli altri raccolti si verifica al 14% di umidità.

## Fitopatologia
Aspergillus flavus è un saprofita cosmopolita presente nel suolo e infetta molte coltivazioni importanti, più comunemente i cereali, i legumi, e la frutta secca, provocando una minore resa delle produzioni con perdite economiche e rischi per la salute umana e animale. L'infezione può avvenire sul campo, con segni e sintomi che passano spesso inosservati, oppure durante il trasporto e l'immagazzinamento con formazione di aflatossine.
Le colonie di Aspergillus flavus appaiono comunemente come masse polverulenti o lanuginose di spore giallo-verdi o rosso-dorate. Nei cereali e nei legumi l'infezione interessa piccole aree e spesso si nota lo scolorimento di queste aree. Il ciclo di infezione inizia con la maturazione del fungo nel suolo e la successiva dispersione dei conidi, tramite l'azione del vento o degli insetti. Depositandosi sulle piante, le spore penetrano all'interno dei grani dei cereali o nei legumi arrivandone ad infettare il seme. Dopo una nuova fase di maturazione l'infezione si espande quindi alle foglie, espansione favorita dai danni prodotti dagli insetti che si nutrono delle foglie stesse.
Le ife, settate o ialine, crescono solitamente in modo ramificato e producono i miceli. Contrariamente agli ammassi di conidi, tipicamente non è possibile osservare a occhio nudo i filamenti di ife. I conidiofori sono evanescenti e incolori. Le fialidi sono sia uniseriate (disposte su una fila) sia biseriate.

### Gestione
Per assicurare che i cereali e i legumi non siano infettati da A. flavus, è necessario adottare alcuni accorgimenti prima, durante e dopo la raccolta. I livelli di umidità dovrebbero essere mantenuti sotto l'11,5%. La temperatura nelle unità di immagazzinamento dovrebbe essere mantenuta la più bassa possibile, dato che il fungo non è in grado di crescere al di sotto dei 5 °C. La bassa temperatura facilita una respirazione più lenta e previene l'aumento di umidità. La fumigazione è utilizzata per contrastare gli insetti e gli acari, che supportano la rapida crescita del patogeno. Le pratiche igieniche, inclusa la rimozione dei semi vecchi e immaturi, l'esclusione di semi danneggiati e rotti, e una pulizia complessiva contribuiscono a minimizzare la colonizzazione e la diffusione del patogeno.
La pratica di gestione più comune per i cereali e i legumi consiste nell'uso dei sistemi di aerazione. L'aria viene spinta attraverso i contenitori di immagazzinamento a basso flusso, rimuovendo l'eccesso di umidità e di calore. La regolazione del flusso d'aria permette di mantenere il contenuto di umidità a livello costante nei prodotti raccolti e diminuisce la temperatura all'interno dei contenitori. I livelli di temperatura possono diminuire abbastanza da rendere dormienti gli insetti e gli acari, il che riduce la rapida crescita del patogeno.
Sono state esplorate alcune pratiche di controllo ambientale per ridurre l'infezione da parte di A. flavus. Linee di cereali resistenti hanno mostrato poca o nessuna protezione contro le condizioni ambientali sfavorevoli. Tuttavia, le pratiche di buona irrigazione aiutano a ridurre lo stress causato dalla siccità il che, a sua volta, riduce la probabilità  di infezione. Alcune ricerche hanno identificato particolari proteine delle piante, sia legate al patogeno sia legate alla resistenza alla siccità, che difendono contro la penetrazione di A. flavus.

## Salute umana
Dopo Aspergillus fumigatus, A. flavus è la seconda principale causa di aspergillosi. L'infezione primaria è causata dall'inalazione delle spore; le spore più grandi hanno una maggiore probabilità di stabilirsi nel tratto respiratorio superiore. Le dimensioni delle spore potrebbero essere un fattore principale del motivo per cui A. flavus è una comune causa eziologica di sinusiti micotiche, infezioni cutanee e polmonite micotica non invasiva. Le nazioni con un clima secco, come l'Arabia Saudita e la maggior parte dell'Africa, sono maggiormente inclini all'aspergillosi. Nei climi tropicali e caldi, A. flavus è la causa di cheratiti nell'80% circa delle infezioni. L'infezione da A. flavus viene tipicamente trattata con farmaci antimicotici come amfotericina B, itraconazolo, voriconazolo, posaconazolo, e caspofungina; tuttavia, è stata dimostrata una certa resistenza nei riguardi di amfotericina B, itraconazolo, e voriconazolo.
Di non minor importanza è la produzione di aflatossine, che possono essere assunte dagli esseri umani in seguito al consumo di fonti alimentari infette. Sono micotossine mutagene ed epatocancerogene che possono provocare epatite acuta, immunosoppressione, carcinoma epatocellulare, e neutropenia. L'aflatossina più tossica è la B1 e questo composto rappresenta pure uno dei più potenti cancerogeni naturali che siano noti. L'aflatossina M1 è un metabolita idrofilo che viene secreto nel latte ed è quindi di particolare interesse in latte e latticini, oltre a porre problemi anche per l'eventuale trasmissione di madre in figlio attraverso il latte materno. A. flavus produce inoltre altri composti tossici inclusi la sterigmatocistina, l'acido ciclopiazonico, l'acido cogico, l'acido β-nitropropionico, la gliotossina, e l'acido aspergillico.